# Grupo Globo
Grupo Globo est un groupe multimédia brésilien présent dans le secteur de l'audiovisuel, de la presse écrite et des télécommunications. Il possède le réseau de télévision Globo, première chaîne de télévision brésilienne en audimétrie, et est le plus grand groupe de médias du Brésil et d'Amérique latine.

Logo du 100e anniversaire du groupe (2025)

## Historique

Logo de Globo Comunicação e Participações S.A., une division du Grupo Globo en usage depuis 2024. Il est également utilisé comme logo alternatif du Grupo Globo à certaines fins.

La société, fondée en 1925, débute dans le secteur de la presse écrite. Sa création est liée au succès de A Noite, quotidien fondé en 1911 par le journaliste Irineu Marinho et premier journal du soir de Rio de Janeiro, alors capitale du Brésil. Irineu Marinho décide de lancer un journal du matin, O Globo, afin de concurrencer les autres quotidiens du matin de l'époque que sont le Correio da Manhã, O Paiz, la Gazeta de Notícias, O Jornal, le Diário Carioca et le Jornal do Brasil. À la suite du décès d'Irineu Marinho quelques semaines après la création de O Globo, son fils Roberto Irineu Marinho prend les rênes de l'entreprise.
En 1944, Organizações Globo lance la station de radio Radio Globo, basée à Rio de Janeiro. C'est le lancement de la chaîne de télévision Rede Globo en 1964 qui va permettre au groupe d'asseoir son leadership dans le secteur des médias.
Le groupe Glogo apporte son soutien au candidat de droite Fernando Collor de Mello lors de l'élection présidentielle de 1989, la première depuis la chute de la dictature militaire. Le propriétaire du groupe, Roberto Marinho, avertit ses employés au sujet de Collor de Mello : « Ce jeune homme n'est pas critiquable. »
Le groupe détient, en 2006, 61,5 % des chaînes de télévision et 40,7 % de la diffusion totale des journaux au Brésil.

### Centenaire en 2025

Logo du Grupo Globo, célébrant ses 100 ans en 2025

En 2025, le Grupo Globo a célébré son centenaire en lançant son emblème commémoratif (100 anos de Globo), qui a commencé à accompagner les logos des chaînes de télévision, des stations de radio et des services internet. Une attention particulière a été portée aux 80 ans de Rádio Globo, 60 ans de TV Globo, 25 ans de Valor Econômico et 10 ans de Globoplay. Le logo est disponible sur toutes les plateformes web et, durant la semaine d'avril, à l'occasion des « 60 ans de TV Globo », le filigrane de l'emblème commémoratif sera affiché pour identifier des articles spéciaux. Le 28 avril, en clôture de la programmation spéciale, Globo a présenté l'historique « Show 60 anos ». Le groupe a également préparé un documentaire retraçant les 100 ans de l'entreprise, dont la sortie est prévue en juillet.